# フェルナンド・ペソア

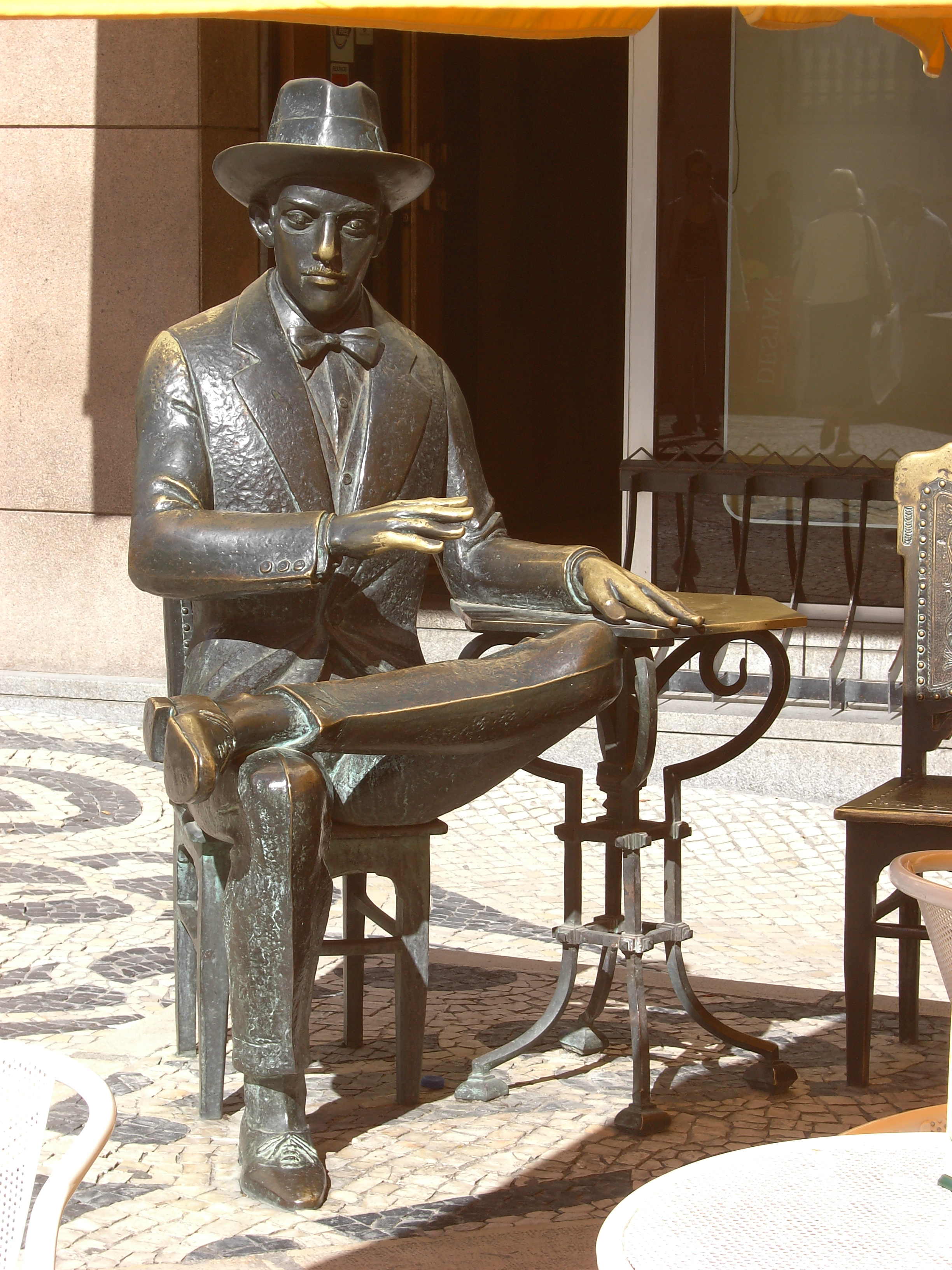
リスボンのカフェA Brasileiraの前にあるペソアの像

フェルナンド・アントニオ・ノゲイラ・ペソア（Fernando António Nogueira Pessoa、1888年6月13日 - 1935年11月30日）はポルトガル出身の詩人・作家。
ポルトガルの国民的作家として著名である。1988年に発行された100エスクード紙幣に肖像が印刷されていた。

## 経歴
リスボン生まれ。5歳のときに父親が結核で亡くなり、母親が南アフリカの領事と再婚したため、ダーバンに移る。ダーバンとケープタウンで英語による教育を受ける。17歳でポルトガルに戻り、リスボン大学で学ぶがのちに中退。祖母の遺産で出版社を興すが失敗し、貿易会社でビジネスレターを書くことで生計を立てた。
1915年に詩誌「オルフェウ」創刊に参加。わずか2号に終わるものの、ポルトガルのモダニズム運動の中心となった。生前はほぼ無名であったが、死後にトランクいっぱいの膨大な遺稿が発見され、脚光を浴びるようになった。

## 作品

### 日本語で読める作品
- 『ポルトガルの海―フェルナンド・ペソア詩選 増補版』池上ミネ夫訳 (彩流社、1985年9月)
- 『ペソアと歩くリスボン』近藤紀子訳 (彩流社、ポルトガル文学叢書、1999年6月)
- 『不穏の書、断章』沢田直訳 (思潮社、2000年11月）
- 『不安の書』高橋都彦訳（新思索社、2007年1月)
- 『新編 不安の書、断章』沢田直訳（平凡社、2013年1月）
- 『フェルナンド・ペソア短編集 アナーキストの銀行家』近藤紀子訳（彩流社、2019年6月)
- 『不安の書【増補版】』高橋都彦訳（彩流社、2019年8月)

### 評論
- アントニオ･タブッキ『フェルナンド・ペソア 最後の三日間』和田忠彦訳 青土社 1997年8月